# Lajeado São Domingos
Lajeado São Domingos är ett vattendrag i Brasilien.   Det ligger i delstaten Rio Grande do Sul, i den södra delen av landet, 1 500 km söder om huvudstaden Brasília.
I omgivningarna runt Lajeado São Domingos växer huvudsakligen savannskog. Runt Lajeado São Domingos är det ganska glesbefolkat, med 35 invånare per kvadratkilometer.